# Rainer Bleek
Rainer Bleek (* 24. September 1954 in Remscheid) ist ein deutscher Kommunalpolitiker der SPD. Von 2015 bis 2020 war er hauptamtlicher Bürgermeister der Stadt Wermelskirchen.
Rainer Bleek ist in Pohlhausen, einem Stadtteil von Wermelskirchen, aufgewachsen. Der Diplom-Sozialwissenschaftler (Bergische Universität Wuppertal) war in Bergisch Gladbach Bereichsleiter einer Krankenkasse.
Ab 1989 war Rainer Bleek Mitglied des Kreistages im Rheinisch-Bergischen Kreis und ab 2004 Mitglied des Stadtrates von Wermelskirchen.
Bleek ist in zweiter Ehe verwitwet und hat vier Söhne.
Er wurde in der Stichwahl am 27. September 2015 mit 57,32 Prozent der abgegebenen Stimmen zum Bürgermeister von Wermelskirchen gewählt. Die Bürgermeisterwahl 2020 verlor er gegen Marion Lück (inzwischen Marion Holthaus, parteilos).